# Jean-Baptiste de La Baume-Montrevel
Jean-Baptiste de La Baume-Montrevel (* 1593 in Pesmes; † 22. Dezember 1641 in Gray) war ein burgundischer Adliger und Militär in spanischen Diensten während des Dreißigjährigen Kriegs und insbesondere während der Jahre von 1634 bis 1644, in denen dieser Krieg die Freigrafschaft Burgund verwüstete.

## Leben
Jean-Baptiste de La Baume-Montrevel war der jüngste Sohn von Antoine de La Baume, 8. Comte de Montrevel, und Nicole de Montmartin, und derjenige unter seinen Geschwistern, der für den geistlichen Stand vorgesehen war. Er wurde Prior von Marboz, trat aber zurück und wechselte zu einer militärischen Karriere.
Durch den Tod seines Bruders Philibert de La Baume-Montrevel 1613, der keine Söhne hinterließ, wurde er der 4. Marquis de Saint-Martin-le-Châtel, Baron de Pesmes et de Bourguignon; zudem war er Seigneur de Saint-Romain, Baron de Montmartin et de Vaudrey.
In seiner Militärlaufbahn wurde er 1630 Gouverneur von Dole. 1634 war er Kapitän der Garde des Kardinandinfanten Ferdinand von Spanien († 1641). Am 20. März 1637 wurde er Gouverneur der Freigrafschaft Burgund und später im Jahr (als Nachfolger von Gérard de Joux de Watteville, Marquis de Conflans) Oberkommandierender der Truppen der Freigrafschaft Burgund ernannt. Er behielt die Strategie seines Vorgängers bei und verteilte die letzten Truppen, die in der Niederlage von Cornod (13. März 1637) nicht gefallen waren, auf die wichtigsten Städten der Freigrafschaft. Außerdem behielt er als Chef der Armeen Jean Girardot de Nozeroy, der ihm bis zum Ende als Unterhändler zur Seite stehen wird. Dieser verhandelte regelmäßig mit dem Herzogtum Lothringen und dem Kaiserreich über die Entsendung neuer Verstärkungen, die er teilweise auch erhielt. 1638 stand er unter dem Oberbefehl Karls von Lothringen, der alle Truppen der Freigrafschaft (burgundisch, spanisch, lothringisch und deutsch) zusammenführte, und kämpfte dann beim Sieg von Poligny (19. Juni 1638), der allerdings einen Bruch in der Zusammenarbeit mit seinen Verbündeten darstellte: La Baume wollte die Franzosen bei ihrem Rückzug verfolgen und so den Sieg nutzen, während Karl von Lothringen es vorzog, sich nach Salins zurückzuziehen, wodurch er in einer weiteren Schlacht bei Poligny sechs Tage später eine Niederlage erlitt. Bis 1639 besuchte er die verschiedenen Städte der Freigrafschaft, um sie zu verstärken und zu befestigen. Er unterstützte Guerilla-Initiativen, die vor allem im Oberen Jura erfolgreich waren.
Im Januar 1640 reiste er zu seiner Hochzeit in die Spanischen Niederlande, nachdem der päpstliche Dispens dazu am 5. Mai 1639 erteilt worden war. Per Ehevertrag, der am 7. Februar 1640 in der Burg Spontin unterzeichnet wurde, heiratete er Lambertine Prinzessin von Ligne (* 23. Juni 1593; † 14. Februar 1651), Tochter von Lamoral 1. Fürst von Ligne und Anne Marie de Melun, die Witwe seines Bruders Philibert und von Christoph von Ostfriesland († 1636).
Bei seiner Rückkehr stellt er fest, dass das Parlement und einige Regionen der Freigrafschaft Burgund – Baume-les-Dames, Clerval und Montbéliard – ihn nicht mehr unterstützten und sich weigerten, seine Soldaten einzuquartieren. Aber auch in der Bailliage d’Aval (heute der Jura), wo die Bevölkerung nicht länger die Anwesenheit der Soldaten des Oberst de Saix duldete. Er gab nicht nach und geriet dadurch in einen Konflikt mit dem Parlement. Trotz einer Reihe von Siegen in der Bresse durch d’Arnans, wurde seine Autorität immer mehr in Frage gestellt, zumal der Kardinalinfant Ferdinand von Österreich, sein Beschützer, am 9. November 1641 starb. Er selbst starb kurz darauf, am 22. Dezember 1641, in Gray an der Pest, seine kurze Ehe blieb ohne Nachkommen. Nach anderer Quelle soll er selbst "an Wunden" gestorben sein und ein unbenannter Sohn 1637 in Besançon an der Pest gestorben sein. Claude de Bauffremont, Baron de Scey, der bereits 1640 vom Parlement zum Gouverneur ernannt worden war, was aber Madrid nicht genehmigte, wurde nun sein Nachfolger als Gouverneur der Freigrafschaft Burgund und Oberkommandierender der Truppen der Freigrafschaft.